# Бубалы
Буба́лы, или Коро́вьи антило́пы,или торы  (лат. Alcelaphinae) — подсемейство крупных антилоп, обитающих в Африке.

## Общие сведения
Бубалы — крупные антилопы. Название «коровьи антилопы» они получили из-за удлинённого черепа, отдалённо напоминающего коровий. Несмотря на название с коровами их не объединяет близкое родство, а наиболее близкой группой являются саблерогие антилопы. Оба пола у всех видов бубалов носят короткие изогнутые рога.

## Распространение
Бубалы обитают преимущественно в саваннах к югу от Сахары. Они приспособлены к травянистой пище и живут в крупных стадах, если их численность в том или ином регионе не пострадала от охоты со стороны человека.

## Систематика
Подсемейство бубалов включает в себя 4 рода с 8 ныне живущими видами.
- Род Alcelaphus Blainville, 1816 — Конгони
  - Alcelaphus buselaphus Pallas, 1766 — Обыкновенный бубал
- Род Beatragus — Хиролы
  - Beatragus hunteri Sclater, 1889 — Хирола
- Род Connochaetes Lichtenstein, 1812 — Гну
  - Connochaetes gnou Zimmermann, 1780 — Белохвостый гну
  - Connochaetes taurinus Burchell, 1823 — Голубой гну
- Род Damaliscus P. L. Sclater & Thomas, 1894 — Лиророгие бубалы
  - Damaliscus korrigum Ogilby, 1837
  - Damaliscus lunatus Burchell, 1823 — Топи
  - Damaliscus pygargus Pallas, 1767 — Бонтбок
  - Damaliscus superstes Cotterill, 2003